# سید احمد بن عماره
سید احمد بن عماره (انگلیسی: Sid-Ahmed Benamara؛ زادهٔ ۹ ژوئیهٔ ۱۹۷۳) بازیکن فوتبال اهل الجزایر بود.
از باشگاه‌هایی که در آن بازی کرده‌است می‌توان به باشگاه فوتبال مولودیه وهران اشاره کرد.
وی همچنین در تیم ملی فوتبال الجزایر بازی کرده‌است.